# Embelia subcordata
Embelia subcordata är en viveväxtart som beskrevs av Ridley. Embelia subcordata ingår i släktet Embelia och familjen viveväxter. Inga underarter finns listade i Catalogue of Life.